# Saint-Gilles-les-Forêts
Saint-Gilles-les-Forêts est une commune française située dans le département de la Haute-Vienne, en région Nouvelle-Aquitaine.

## Géographie

### Localisation

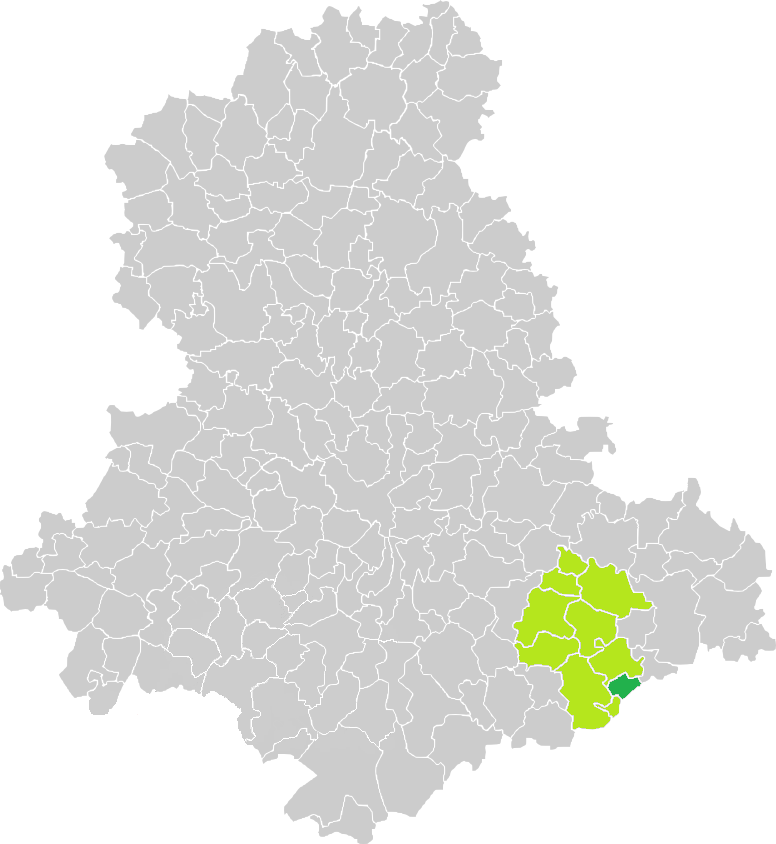
Situation de la commune de Saint-Gilles-les-Forêts en Haute-Vienne.

La commune est dans le sud-est de la Haute-Vienne, et elle est limitrophe du département de la Corrèze.

### Communes limitrophes
|                          | Sussac                  | Domps               |
| La Croisille-sur-Briance | Saint-Gilles-les-Forêts | Chamberet (Corrèze) |
|                          | Surdoux                 |                     |

### Géologie et relief
La commune de Saint-Gilles-les-Forêts est située sur la bordure occidentale du plateau de Millevaches et nord-ouest du Massif central. Elle abrite d'ailleurs à l'ouest le Mont Gargan (731 m), troisième sommet de la Haute-Vienne, qui offre une vision à 360° sur les paysages limousins.

### Climat
Pour des articles plus généraux, voir Climat de la Nouvelle-Aquitaine et Climat de la Haute-Vienne.
Historiquement, la commune est exposée à un climat de montagne.  
En 2020, Météo-France publie une typologie des climats de la France métropolitaine dans laquelle la commune est toujours exposée à un climat de montagne et est dans la région climatique  Ouest et nord-ouest du Massif Central, caractérisée par une pluviométrie annuelle de 900 à 1 500 mm, maximale en automne et en hiver.
Pour la période 1971-2000, la température annuelle moyenne est de 9,9 °C, avec une amplitude thermique annuelle de 14,6 °C. Le cumul annuel moyen de précipitations est de 1 364 mm, avec 14,3 jours de précipitations en janvier et 8,6 jours en juillet. Pour la période 1991-2020, la température moyenne annuelle observée sur la station météorologique la plus proche, située sur la commune de Saint-Germain-les-Belles à 13,39 km à vol d'oiseau, est de 0,0 °C et le cumul annuel moyen de précipitations est de 0,0 mm,. Pour l'avenir, les paramètres climatiques de la commune estimés pour 2050 selon différents scénarios d'émission de gaz à effet de serre sont consultables sur un site dédié publié par Météo-France en novembre 2022.

## Urbanisme

### Typologie
Au 1er janvier 2024, Saint-Gilles-les-Forêts est catégorisée commune rurale à habitat très dispersé, selon la nouvelle grille communale de densité à sept niveaux définie par l'Insee en 2022.
Elle est située hors unité urbaine et hors attraction des villes,.

### Occupation des sols
L'occupation des sols de la commune, telle qu'elle ressort de la base de données européenne d’occupation biophysique des sols Corine Land Cover (CLC), est marquée par l'importance des forêts et milieux semi-naturels (55,1 % en 2018), une proportion sensiblement équivalente à celle de 1990 (55,2 %). La répartition détaillée en 2018 est la suivante : 
forêts (55,1 %), prairies (44,9 %), milieux à végétation arbustive et/ou herbacée (0,1 %). L'évolution de l’occupation des sols de la commune et de ses infrastructures peut être observée sur les différentes représentations cartographiques du territoire : la carte de Cassini (XVIIIe siècle), la carte d'état-major (1820-1866) et les cartes ou photos aériennes de l'IGN pour la période actuelle (1950 à aujourd'hui).

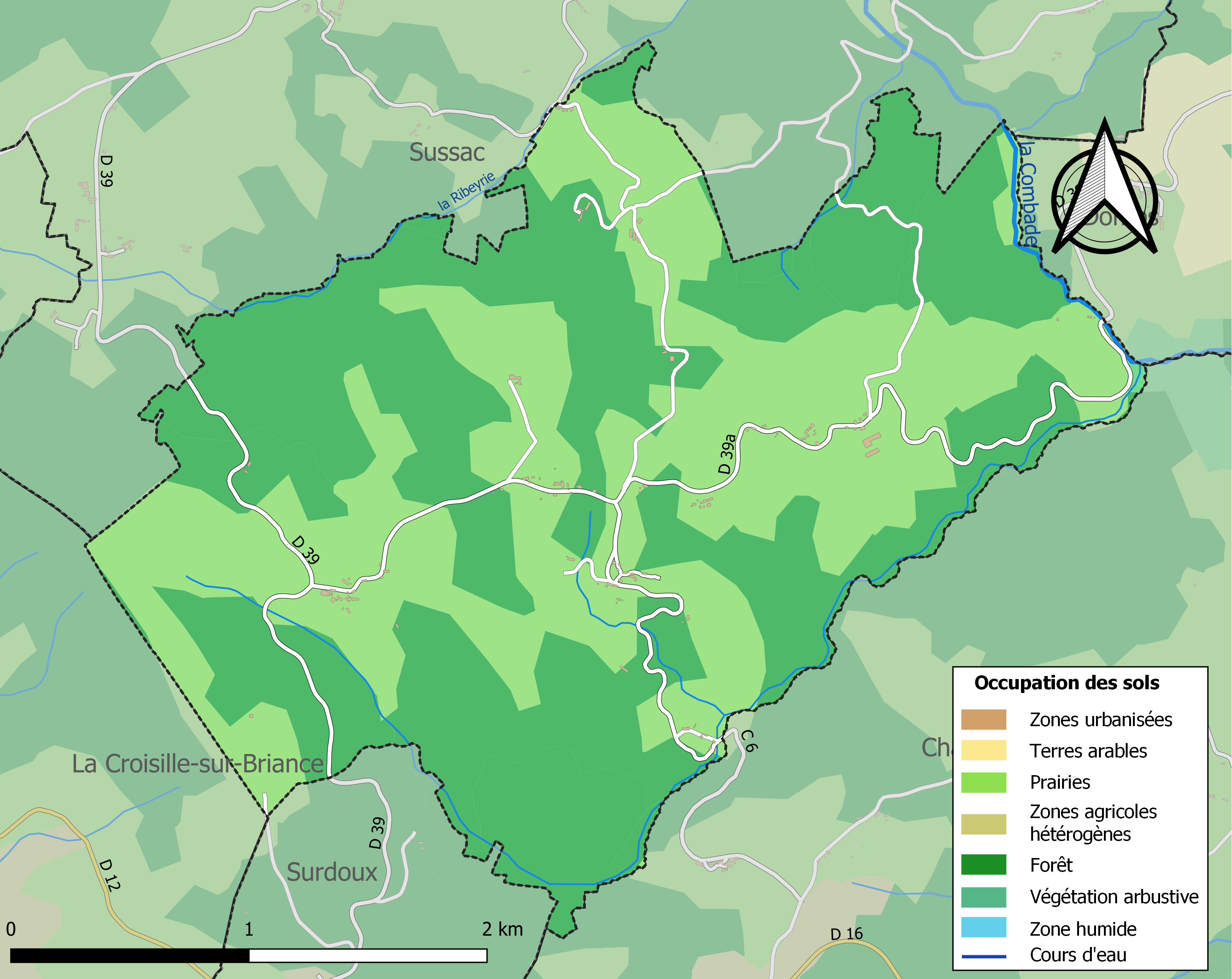
Carte des infrastructures et de l'occupation des sols de la commune en 2018 (CLC).

### Risques majeurs
Le territoire de la commune de Saint-Gilles-les-Forêts est vulnérable à différents aléas naturels : météorologiques (tempête, orage, neige, grand froid, canicule ou sécheresse) et séisme (sismicité très faible). Il est également exposé à un risque particulier : le risque de radon. Un site publié par le BRGM permet d'évaluer simplement et rapidement les risques d'un bien localisé soit par son adresse soit par le numéro de sa parcelle.

#### Risques naturels

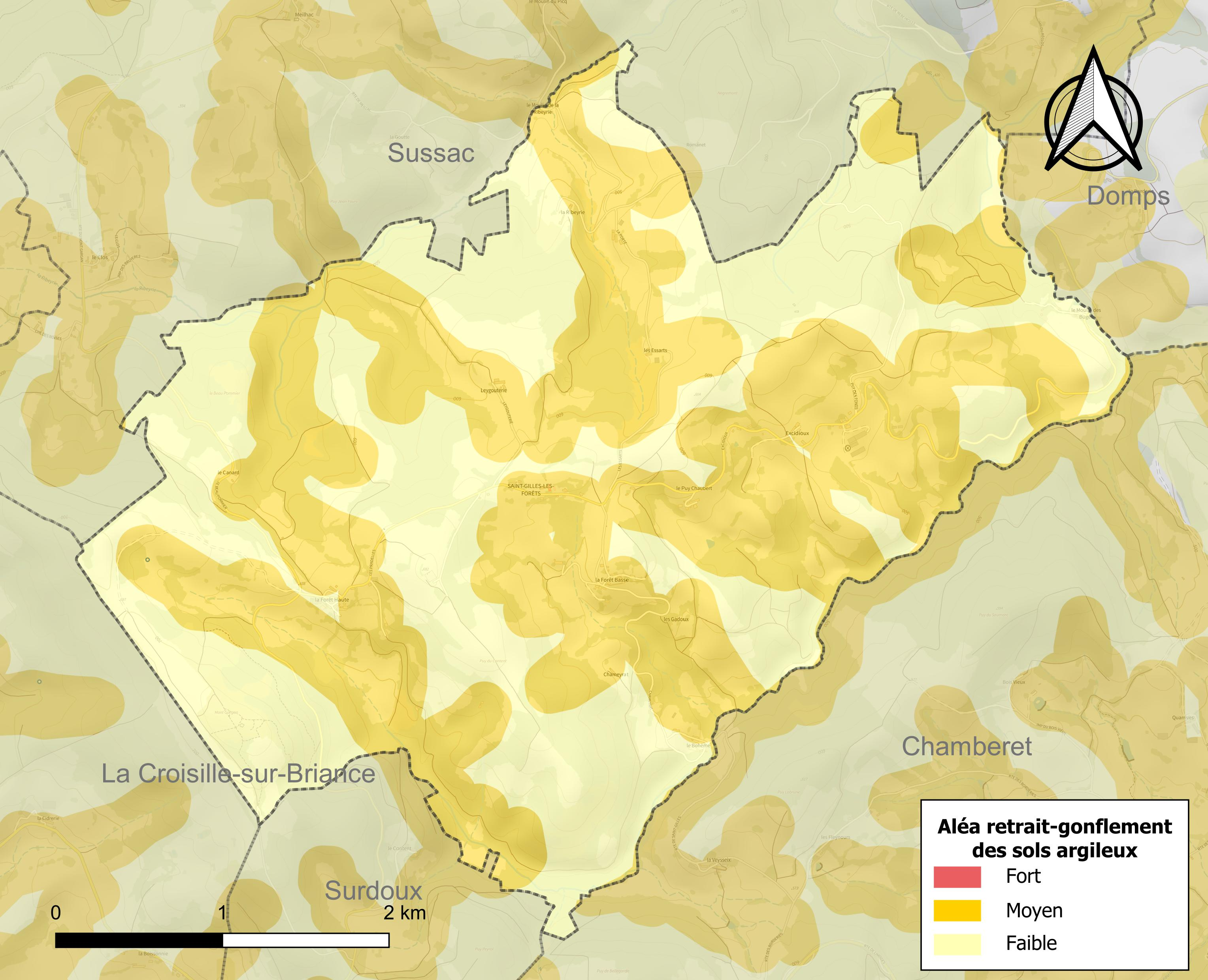
Carte des zones d'aléa retrait-gonflement des sols argileux de Saint-Gilles-les-Forêts.

Le retrait-gonflement des sols argileux est susceptible d'engendrer des dommages importants aux bâtiments en cas d’alternance de périodes de sécheresse et de pluie. 55 % de la superficie communale est en aléa moyen ou fort (27 % au niveau départemental et 48,5 % au niveau national métropolitain). Depuis le 1er octobre 2020, en application de la loi ÉLAN, différentes contraintes s'imposent aux vendeurs, maîtres d'ouvrages ou constructeurs de biens situés dans une zone classée en aléa moyen ou fort,.
La commune a été reconnue en état de catastrophe naturelle au titre des dommages causés par les inondations et coulées de boue survenues en 1982 et 1999 et par des mouvements de terrain en 1999.

#### Risque particulier
Dans plusieurs parties du territoire national, le radon, accumulé dans certains logements ou autres locaux, peut constituer une source significative d’exposition de la population aux rayonnements ionisants. Selon la classification de 2018, la commune de Saint-Gilles-les-Forêts est classée en zone 2, à savoir zone à potentiel radon faible mais sur lesquelles des facteurs géologiques particuliers peuvent faciliter le transfert du radon vers les bâtiments.

## Politique et administration
| Période                                  | Période  | Identité            | Étiquette | Qualité |
| ---------------------------------------- | -------- | ------------------- | --------- | ------- |
| mars 2001                                | 2008     | Michel Lamarsaude   |           |         |
| mars 2008                                | 2014     | Jean-Louis Penicaud |           |         |
| mars 2014                                | 2020     | Céline Penicaud     |           |         |
| mars 2020                                | En cours | Serge Reineix       | DVG       |         |
| Les données manquantes sont à compléter. |          |                     |           |         |

## Démographie
L'évolution du nombre d'habitants est connue à travers les recensements de la population effectués dans la commune depuis 1793. Pour les communes de moins de 10 000 habitants, une enquête de recensement portant sur toute la population est réalisée tous les cinq ans, les populations de référence des années intermédiaires étant quant à elles estimées par interpolation ou extrapolation. Pour la commune, le premier recensement exhaustif entrant dans le cadre du nouveau dispositif a été réalisé en 2004.

En 2022, la commune comptait 44 habitants, en évolution de +7,32 % par rapport à 2016 (Haute-Vienne : −0,68 %, France hors Mayotte : +2,11 %).
| 1793 | 1821 | 1831 | 1836 | 1841 | 1846 | 1851 | 1856 | 1861 |
| ---- | ---- | ---- | ---- | ---- | ---- | ---- | ---- | ---- |
| 161  | 175  | 222  | 251  | 261  | 262  | 289  | 255  | 258  |

| 1866 | 1872 | 1876 | 1881 | 1886 | 1891 | 1896 | 1901 | 1906 |
| ---- | ---- | ---- | ---- | ---- | ---- | ---- | ---- | ---- |
| 260  | 219  | 232  | 265  | 246  | 275  | 249  | 257  | 289  |

| 1911 | 1921 | 1926 | 1931 | 1936 | 1946 | 1954 | 1962 | 1968 |
| ---- | ---- | ---- | ---- | ---- | ---- | ---- | ---- | ---- |
| 278  | 238  | 217  | 209  | 202  | 198  | 165  | 129  | 93   |

| 1975 | 1982 | 1990 | 1999 | 2004 | 2006 | 2009 | 2014 | 2019 |
| ---- | ---- | ---- | ---- | ---- | ---- | ---- | ---- | ---- |
| 78   | 73   | 60   | 55   | 56   | 53   | 54   | 43   | 47   |

| 2022 | - | - | - | - | - | - | - | - |
| ---- | - | - | - | - | - | - | - | - |
| 44   | - | - | - | - | - | - | - | - |

## Toponymie
L'hagiotoponyme Saint-Gilles fait référence à Gilles l'Ermite.
Le terme « forêts » (foresta, en latin, déjà en 1315), évoque ces immenses étendues boisées qui courent de Châteauneuf jusqu'au pied du mont-Gargan (à l'origine Saint-Gilles-la-Forêt-de-Neuvic).

Cependant, il est probable que le terme renvoie aux deux hameaux appelés Forêt (la Forêt-Basse et la Forêt Haute), il faut donc comprendre : Saint Gilles les (deux) Forêts.
Durant la Révolution, la commune porte le nom de La Forêt-Bayée.
En occitan, la commune est nommée Sent Geris.

## Histoire
Dans le Pouillé de 1315, la paroisse de "La Forêt", rattachée aux moines de Meymac, est citée dans la liste de l'archiprêtré de La Porcherie, entre la paroisse de Lacelle et celle de Chamberet.

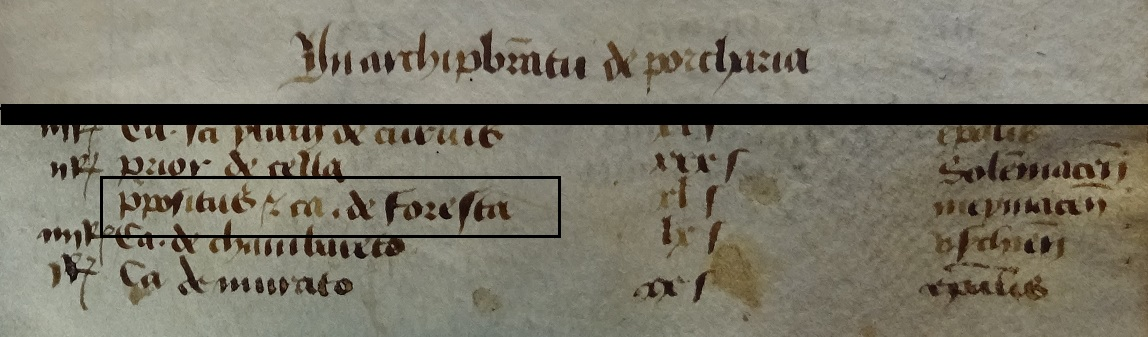
Extrait du Pouillé de 1315. Ancien diocèse de Limoges (Source : Archi.dept.23).

Durant la Révolution, la commune porte le nom de La Forêt-Bayée.

## Lieux et monuments
- Église Saint-Gilles de Saint-Gilles-les-Forêts. Elle est inscrite à l'Inventaire général du patrimoine culturel[23].
- Ancienne Église Saint-Gilles de Saint-Gilles-les-Forêts. Elle est inscrite à l'Inventaire général du patrimoine culturel[24].
- Le Mont Gargan : colline située à l'ouest du village culminant à 731 m, lieu d'une bataille du 18 au 22 juillet 1944 entre des maquisards commandés par Georges Guingouin et une division allemande.

(Gorges Guinguouin fut l'instituteur de la commune, avant d'être maire de Limoges à la libération de la ville.)
- Stèle de granit rose gravée de noms de jeunes résistants, située sur la route d'accès au village, dite de La Forêt Haute, commémorant l'héroïsme de ces jeunes, morts en luttant contre l'ennemi allemand.

## Patrimoine campanaire
La commune est membre de l'Association Campanaire Limousine (voir : www.clocheslimousines.fr).
Elle dispose de cloches dans les bâtiments suivants :
- église Saint-Gilles (1 unité) ;
- église ruinée du Mont Gargan (1 unité).

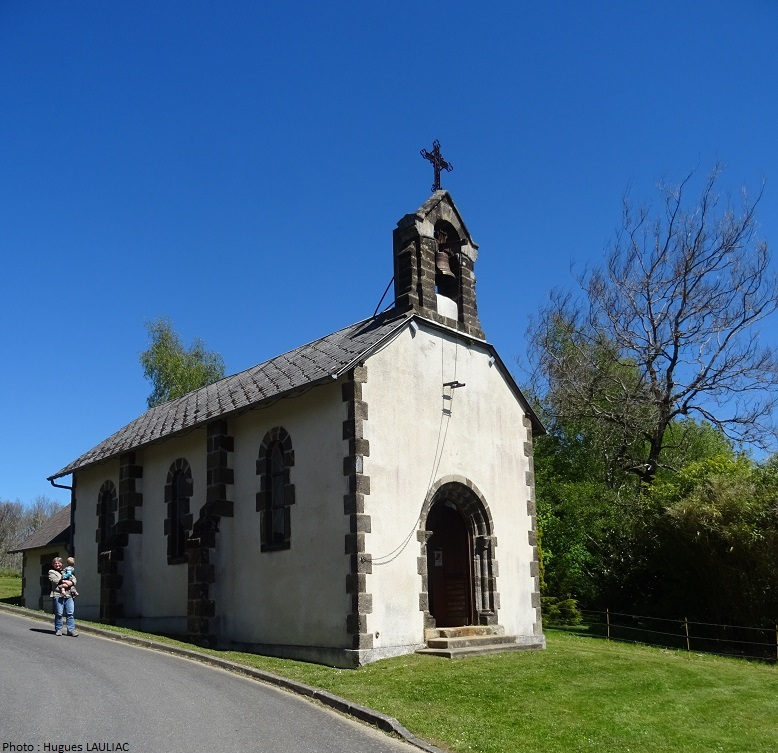
La mini église « Saint-Gilles » face à la mairie de Saint-Gilles-les-Forêts.

## Personnalités liées à la commune
- Gina Palerme (1885-1977), actrice du cinéma muet et comédienne de music-hall.
- Georges Guingouin (1913-2005), héros de la Résistance limousine, secrétaire de mairie et instituteur à Saint-Gilles-les-Forêts de 1935 à 1940, libérateur de Limoges et maire de 1945/1947, est inhumé dans le petit cimetière communal en compagnie de son épouse.
- Pardoux Panteix (1859-1937) fut un travailleur migrant saisonnier. Sa tombe est remarquable : y figurent une faucille et un marteau.

## Pour approfondir